# Wybory do konstytuanty w Republice Chińskiej w 2005 roku

Flaga Republiki Chińskiej

Wybory do konstytuanty w Republice Chińskiej w 2005 roku odbyły się 14 maja 2005. Do obsadzenia było 300 miejsc w Zgromadzeniu Narodowym (Guomin Dahui), zwołanym ad hoc w celu zatwierdzenia lub odrzucenia zmian w konstytucji na miesięczną kadencję według ordynacji proporcjonalnej. Frekwencja wyniosła 23,36%.

## Wyniki
- Demokratyczna Partia Postępowa (Minjindang; przywódca: Ker Chien-ming) 42,52%, 127 mandatów
- Chińska Partia Narodowa (Zhongguo Guomindang; Lien Chan) 39,92%, 117 mandatów
- Unia Solidarności Tajwanu (Taiwan Tuanjie Lianmeng) 7,05%, 21 mandatów
- Partia Najpierw Naród (Qinmindang; James Soong) 6,11%, 18 mandatów
- Koalicja Akcji Demokratycznej (Zhang Ya Zhong) 1,68%, 5 mandatów
- Chińska Partia Ludowa 1,08%, 3 mandaty
- Nowa Partia (Xindang; Chou Yang-shan) 0,88%, 3 mandaty
- Unia Polityków Niezrzeszonych (Wudang Tuanjie Lianmeng; Chang Po-ya) 0,65%, 2 mandaty
- Partia Chłopska (Nongmindang) 0,4%, 1 mandat
- Partia Narodowotwórcza (Jianguodang; Cheng Pang-chen) 0,3%, 1 mandat
- Partia Obywatelska 0,22%, 1 mandat
- Wang Ting Sing 0,19%, 1 mandat

Zwolennicy zmian w konstytucji zdobyli zdecydowaną większość mandatów – 249. 1/5 miejsc została zarezerwowana dla kobiet, zaś 1/30 – dla Aborygenów tajwańskich. Tajwańczycy nie wykazali zainteresowania wyborami, stąd rekordowo niska frekwencja. Propozycje zmian w konstytucji objęły:
1. zmniejszenie liczby deputowanych Yuanu Ustawodawczego z 225 do 113;
2. wydłużenie z 3 do 4 lat ich kadencji  w celu jej zsynchronizowania z kadencją prezydenta;
3. zmianę ordynacji wyborczej na większościową (jednomandatowe okręgi wyborcze);
4. zniesienie instytucji Zgromadzenia Narodowego ad hoc i przekazanie jego uprawnień w kwestii zmian konstytucji i granic obywatelom (referendum);
5. modyfikację procedury impeachmentu prezydenta i wiceprezydenta.